# Вільхова вулиця (Київ)
Вільхо́ва ву́лиця — вулиця в Дніпровському районі міста Києва, місцевість ДВРЗ. Пролягає від вулиці Василя Вишиваного до тупика.
Прилучається вулиця Макаренка.

## Історія
Вулиця виникла в середині XX століття під назвою Нова. Назву Ольхова вулиця набула 1957 року, пізніше назву було уточнено на сучасну.